# Сієста-Кі (Флорида)
Сієста-Кі (англ. Siesta Key) — переписна місцевість (CDP) в США, в окрузі Сарасота штату Флорида. Населення — 5454 особи (2020).

## Географія
Сієста-Кі розташована за координатами 27°16′29″ пн. ш. 82°32′58″ зх. д. / 27.27472° пн. ш. 82.54944° зх. д. (27.274813, -82.549327).  За даними Бюро перепису населення США в 2010 році переписна місцевість мала площу 9,02 км², з яких 6,13 км² — суходіл та 2,89 км² — водойми.

## Демографія
Згідно з переписом 2010 року, у переписній місцевості мешкало 6565 осіб у 3500 домогосподарствах у складі 1997 родин. Густота населення становила 728 осіб/км².  Було 8146 помешкань (903/км²).
Расовий склад населення:
| - 97,5 % — білих - 0,7 % — азіатів - 0,3 % — чорних або афроамериканців - 0,2 % — корінних американців |

До двох чи більше рас належало 1,0 %. Частка іспаномовних становила 2,7 % від усіх жителів.
За віковим діапазоном населення розподілялося таким чином: 9,1 % — особи молодші 18 років, 46,4 % — особи у віці 18—64 років, 44,5 % — особи у віці 65 років та старші. Медіана віку мешканця становила 62,7 року. На 100 осіб жіночої статі у переписній місцевості припадало 92,9 чоловіків;  на 100 жінок у віці від 18 років та старших — 90,5 чоловіків також старших 18 років.
Середній дохід на одне домашнє господарство  становив 133 505 доларів США (медіана — 80 022), а середній дохід на одну сім'ю — 170 573 долари (медіана — 110 750). Медіана доходів становила 84 952 долари для чоловіків та 58 393 долари для жінок. За межею бідності перебувало 7,7 % осіб, у тому числі 13,8 % дітей у віці до 18 років та 6,9 % осіб у віці 65 років та старших.
Цивільне працевлаштоване населення становило 2128 осіб. Основні галузі зайнятості: освіта, охорона здоров'я та соціальна допомога — 25,0 %, науковці, спеціалісти, менеджери — 21,1 %, фінанси, страхування та нерухомість — 11,9 %, мистецтво, розваги та відпочинок — 9,8 %.